# Espejo de la vida bendita de Jesucristo

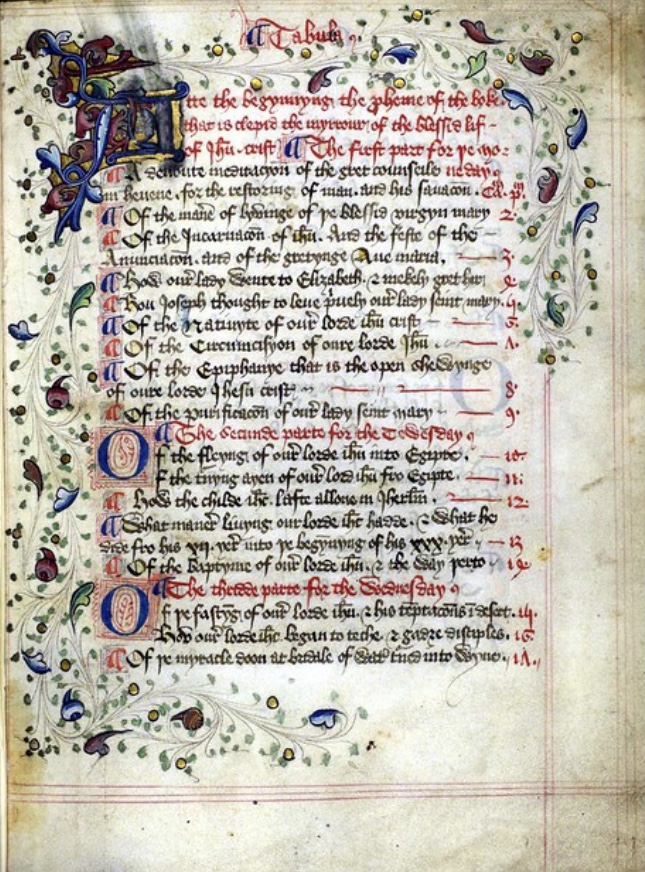
El espejo de la vida bendita de Jesucristo,
MS por Stephen Dodesham, ca. 1475

El Espejo de la vida bendita de Jesucristo es una adaptación/traducción de las Meditaciones sobre la vida de Cristo de Pseudo-Buenaventura al inglés por Nicholas Love, el  cartujo, prior del Priorato del Monte Gracia, escrito hacia 1400.
No se trata simplemente de una traducción de una de las obras latinas más populares de la devoción  franciscana sobre la vida y la pasión de  Cristo, sino de una versión ampliada con adiciones polémicas contra las posiciones wiclifianas (Lolardos) sobre la jerarquía eclesiástica y los sacramentos de la penitencia y la eucaristía, El Espejo de Love fue presentado a Thomas Arundel,  arzobispo de Canterbury, alrededor del año 1410 para su aprobación. Esta presentación fue de acuerdo con las restricciones de las  Constituciones de Oxford, que prohibían cualquier nueva traducción bíblica escrita desde la época de John Wycliffe, en cualquier forma, a menos que la traducción fuera presentada al obispo local para su aprobación.
Arundel no sólo aprobó el Espejo, sino que ordenó su propagación.
Las adiciones de Love incluyen citas de Agustín, papa Gregorio I, Elredo de Rieval y Enrique Suso. Love consideró sus adiciones como anotaciones marginales y las separó del texto de la Pseudo-Bonaventura con marcas especiales.
Sobrevive en sesenta y cuatro manuscritos. Parece haber sido la obra literaria nueva más popular en la Inglaterra del siglo XV y se publicó al menos diez veces entre 1484 y 1606.